# Предјама
Предјама (словен. Predjama, итал. Castel Lueghi) је насељено место у општини Постојна, Приморско-нотрањска регија, Словенија.

## Историја
До територијалне реорганизације у Словенији била је у саставу старе општине Постојна.

## Становништво
У попису становништва из 2011. године, Предјама је имала 83 становника.
| Број становника према пописима | Број становника према пописима | Број становника према пописима |
| ------------------------------ | ------------------------------ | ------------------------------ |
| 1991                           | 2002                           | 2011                           |
| 85                             | 85                             | 83                             |

## Галерија
- замак
- пејзаж
- детаљ
- зимски дан
- унутрашњост замка